# Anisothecium submacrostomum
Anisothecium submacrostomum är en bladmossart som beskrevs av Brotherus 1924. Anisothecium submacrostomum ingår i släktet Anisothecium och familjen Dicranaceae. Inga underarter finns listade i Catalogue of Life.